# Redemoinho de vapor

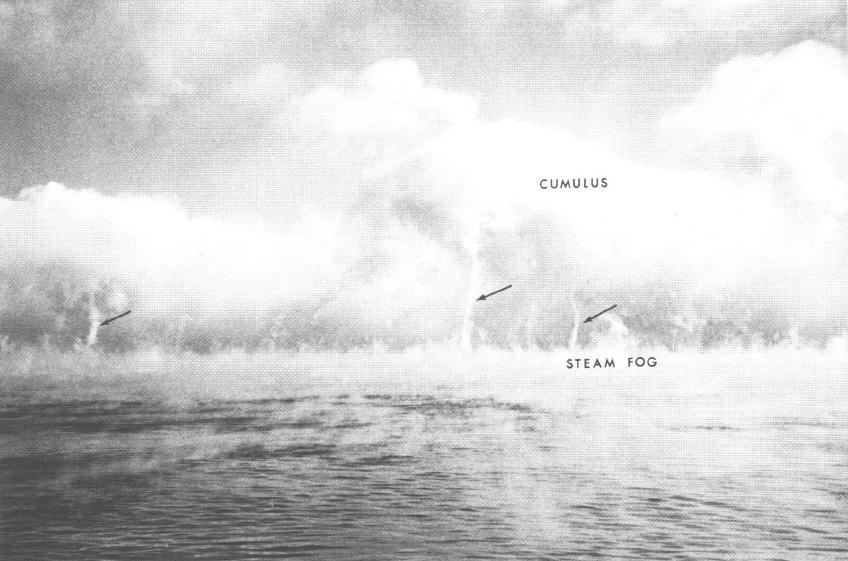
Figura 1. Redemoinhos de vapor no Lago Michigan em 31 de Janeiro de 1971, conforme o artigo que nomeou e relatou o fenômeno pela primeira vez.

Um redemoinho de vapor é um redemoinho pequeno e fraco que ocorre sobre a água (ou, ocasionalmente, em terra úmida) e que atrai névoa para o vórtice, tornando-o visível. Eles se formam em grandes lagos e oceanos durante surtos de ar frio, quando a água ainda está relativamente quente, sendo um mecanismo importante para o transporte vertical de umidade. São um componente da fumaça marítima [en].
Redemoinhos de vapor menores, chamados turbilhões de vapor, podem se formar sobre bacias de géiser mesmo em climas quentes, devido às altas temperaturas da água. Embora as observações de redemoinhos de vapor sejam geralmente raras, fontes termais no Parque Nacional de Yellowstone os produzem diariamente.
Os redemoinhos de vapor só foram relatados e estudados a partir da década de 1970. São mais fracos que trombas d'água e distintos delas, que se assemelham mais a tornados fracos sobre a água.

## Nomeação
Os redemoinhos de vapor foram descritos pela primeira vez por Lyons e Pease em 1972, com base em observações no Lago Michigan em Janeiro de 1971. Esse mês foi particularmente frio para Wisconsin (um dos mais frios do século XX), o que, combinado com o Lago Michigan permanecendo majoritariamente sem gelo, criou condições favoráveis para a formação de redemoinhos de vapor. Lyons e Pease os nomearam por analogia aos redemoinhos de poeira em terra, com tamanho e estrutura comparáveis. Também buscavam diferenciar os redemoinhos de vapor das trombas d'água, muito mais poderosas, cujo equivalente em terra é o tornado. Lyons e Pease escreveram seu artigo com o objetivo de convencer a Administração Nacional Oceânica e Atmosférica a incluir os redemoinhos de vapor no ano internacional de campo para os Grandes Lagos [en], que ocorreria em 1972–1973.

## Aparência
Os redemoinhos de vapor são vórtices com diâmetro típico de 50 a 200 metros, essencialmente verticais, e até 500 metros de altura. Sua forma geral lembra uma pequena tromba d'água, mas não devem ser considerados relacionados. Eles giram em direção ciclônica, mas não muito rápido ou com força, geralmente com poucas rotações por minuto, e às vezes parecem não girar. Normalmente, há uma parte interna bem definida da coluna rotativa de vapor e uma parte externa mais irregular, da qual pedaços de vapor frequentemente se desprendem. Redemoinhos de vapor menores podem se formar em lagos pequenos, especialmente em águas quentes de fontes termais em bacias de géiser. Nesses casos, as dimensões típicas são de cerca de um metro de diâmetro, variando de menos de 0,1 a 2 metros, e uma altura de 2 a 30 metros, com rotação mais rápida, de cerca de 60 rpm. O núcleo central do redemoinho de vapor pode ser claro, assim como o centro de um redemoinho de poeira é livre de poeira. O núcleo tem cerca de 10% da largura da coluna rotativa. O céu acima dos redemoinhos de vapor pode estar claro ou com nuvens cúmulus. Em alguns casos, os redemoinhos de vapor podem subir diretamente até as cúmulus, que podem ser causadas pelos redemoinhos. Os redemoinhos de vapor são fenômenos raros e de curta duração, geralmente sobrevivendo por no máximo três ou quatro minutos, com os menores, sobre fontes termais, dissipando-se em segundos. Os redemoinhos de vapor às vezes são confundidos com trombas d'água, pois podem ocorrer sobre a água.
Os redemoinhos de vapor podem se desprender de sua base e serem levados pelo vento. Em pequenos corpos d'água, como fontes termais, isso pode fazer com que o redemoinho de vapor termine em terra, longe da água. Esses redemoinhos continuam a girar mesmo após se desprenderem da fonte de calor, mas logo se dissipam.
Redemoinhos de vapor muito pequenos podem ter uma coluna mal definida e sem um núcleo interno claro identificável. Esses vórtices são mais apropriadamente chamados de turbilhões de vapor, por analogia com os turbilhões de poeira em terra.

## Formação
Uma condição prévia para a formação de redemoinhos de vapor é a presença de uma camada de ar úmido sobre a água, com o ar enevoado sendo puxado para cima em correntes de névoa (colunas de névoa sem rotação). Para isso, o corpo d'água deve estar descongelado, e, portanto, relativamente quente, e deve haver vento de ar frio e seco para formar a névoa. O ar frio é aquecido pela água e umidificado pela evaporação. O ar aquecido começa a subir e, ao fazê-lo, é resfriado adiabaticamente [en] pela queda de pressão, fazendo com que o vapor d'água condense em correntes de névoa.
Para que os redemoinhos de vapor se formem, o ar acima do corpo d'água deve estar muito frio, e um vento relativamente forte (acima de 40 km/h) de ar seco precisa soprar sobre a superfície da água. A diferença de temperatura entre a água e o ar deve ser significativa; os redemoinhos de vapor na figura 1 estavam se formando com uma temperatura do ar de -21 °C e uma temperatura da água de 0,5 °C uma diferença de 22 °C. Nessas condições, o ar sobe com tanta energia que o fluxo de ar se torna instável e vórtices começam a se formar. As correntes de névoa atraídas para os vórtices tornam os vórtices visíveis, transformando-os em redemoinhos de vapor.
A névoa de vapor tende a formar células hexagonais irregulares no plano horizontal, alongadas na direção do vento. Nesse arranjo de favo de mel, três células se encontram em uma junção, e é nesses locais que os redemoinhos de vapor se formam. Esse efeito de formação de vórtices nos vértices de células hexagonais é um exemplo de vórtices de vértice.
A camada de cúmulus vista acima dos redemoinhos de vapor durante surtos de ar frio no Lago Michigan e em outros lugares pode não ser coincidência. Estudos com radar aerotransportado durante surtos de ar frio no lago mostraram que alguns redemoinhos de vapor penetram através da camada limite térmica interna (abaixo da qual ocorre a circulação convectiva) e podem ser mais significativos para a mistura térmica do que a convecção normal, transportando ar úmido verticalmente acima da fronteira de convecção. A visão em grande escala resultante é uma camada de névoa de vapor ártico próxima à superfície da água, uma camada de cúmulus logo acima da fronteira de convecção e uma matriz regular de redemoinhos de vapor conectando as duas.

## Ocorrências

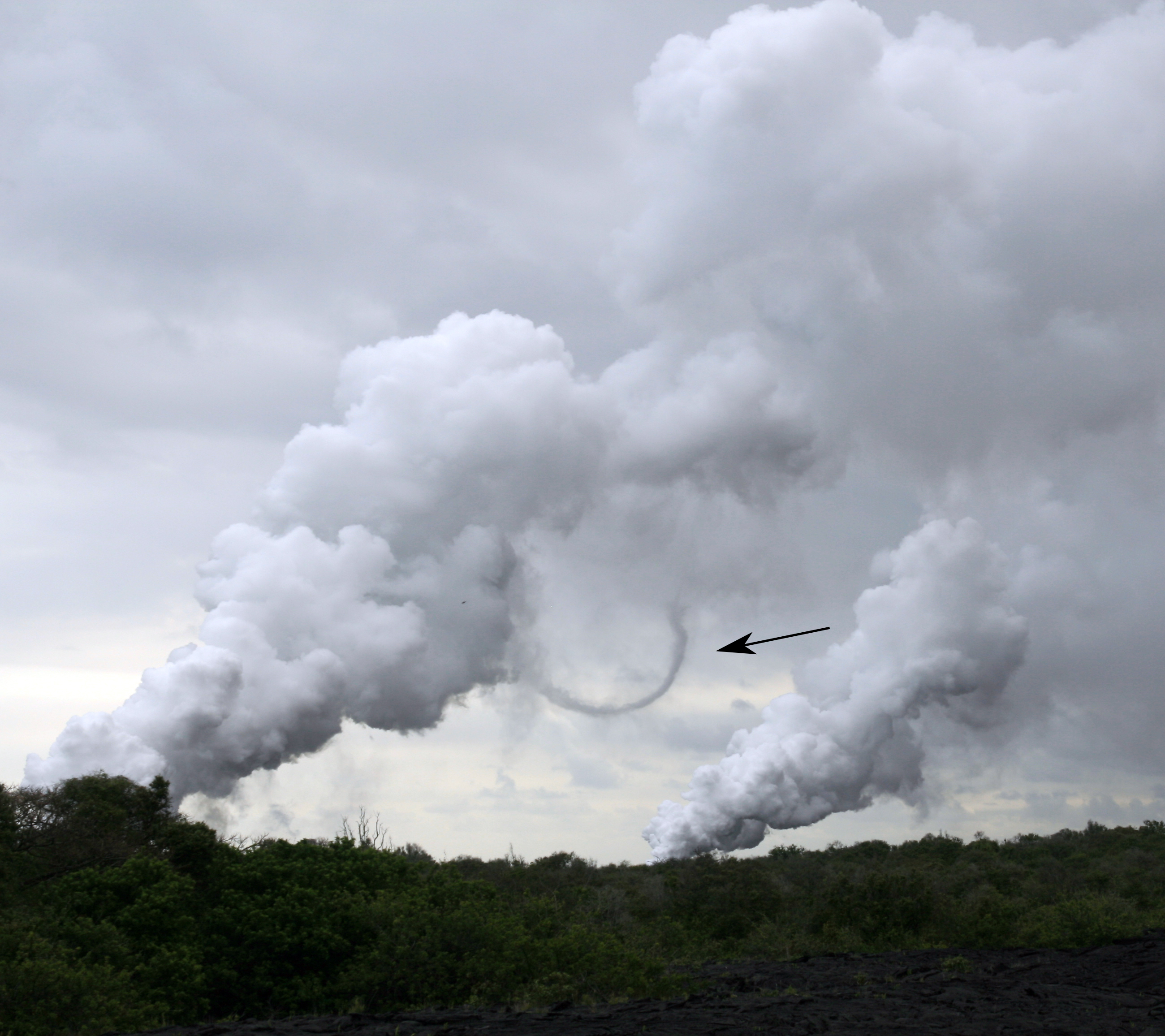
Redemoinho de vapor na Ilha Grande, Havaí. As grandes plumas de vapor são causadas por lava entrando no oceano.

Os redemoinhos de vapor são vistos nos Grandes Lagos no início do inverno. Eles ocorrem no Atlântico ao largo da costa das Carolinas quando o ar frio do continente sopra sobre a Corrente do Golfo. Redemoinhos de vapor podem ocorrer em pequenos lagos e até sobre fontes termais, mas são bem mais raros do que em grandes corpos d'água. Também é possível que redemoinhos de vapor se formem sobre terras úmidas se o ar estiver frio e o sol estiver aquecendo o solo.
Pequenos redemoinhos de vapor ocorrem em algumas das maiores fontes termais no Parque Nacional de Yellowstone, onde uma camada de névoa de vapor paira sobre as piscinas e o vento pode começar a levantá-la em correntes de névoa. Um exemplo disso é a Grande Fonte Prismática na Bacia de Géiseres Midway de Yellowstone. A temperatura do ar pode ser alta em termos de conforto humano quando os redemoinhos de vapor se formam. Em 1982, um grupo de dezessete redemoinhos de vapor foi observado quando a temperatura do ar estava entre 17 e 21 °C. Embora isso seja muito mais alto do que, por exemplo, a temperatura do ar sobre os Grandes Lagos, a temperatura da água também é proporcionalmente mais alta, estando muito próxima da ebulição, de modo que a diferença de temperatura ainda é de 79 °C.
Outra localização bem conhecida em Yellowstone, o géiser Old Faithful, produz redemoinhos de vapor horizontais. No total, Yellowstone provavelmente tem as ocorrências mais frequentes de redemoinhos de vapor acessíveis em qualquer lugar. Vários redemoinhos de vapor são produzidos a cada hora nos locais mais produtivos. Os redemoinhos de vapor sobre bacias de gêiseres foram relatados pela primeira vez por Holle em 1977.